# Psychomyia bifurcata
Psychomyia bifurcata är en nattsländeart som beskrevs av Martin E. Mosely 1938. Psychomyia bifurcata ingår i släktet Psychomyia och familjen tunnelnattsländor. Inga underarter finns listade i Catalogue of Life.